# 宮﨑有香
宮﨑 有香（みやざき ゆか、1983年10月13日 - ）は、三重県伊賀市出身の元女子サッカー選手。元サッカー日本女子代表。現役時代のポジションはディフェンダー。

## 来歴
小学校3年生のころ近所の男友達とサッカーで遊んでいたのをきっかけに花之木サッカースポーツ少年団に入団。6年生のころにプリマハムFCくノ一（現・伊賀FCくノ一）の下部組織であるプリマハムFCフロイラインに入団した。プリマハムFCくノ一には三重県立上野商業高等学校に進学した1999年に昇格。翌2000年の第13回L・リーグ第6節・ルネサンス熊本フットボールクラブ戦（9月3日）で三井ともみ（現姓・宮本）と交代して初出場を果たす。
つづく2001年にはスペランツァF.C.高槻との開幕戦（5月13日）で初先発。8月に日本女子代表のメンバーに招集され、韓国で行われた極東4ヶ国対抗戦・中国代表戦（8月5日）で初出場を果たす。
2002年には代表でアジア競技大会（10月11日-18日）に出場するとともに、第14回L・リーグのベストイレブンにも選ばれた。
登録名の表記が宮崎から宮﨑に変わった2003年にはFIFA女子ワールドカップアメリカ大会のメンバーに選出され、また第15回L・リーグでは決勝（上位）リーグ第6節・YKK東北女子サッカー部・フラッパーズ戦（11月23日）で初ゴールをあげた。
2004年には日本女子代表（なでしこジャパン）のアテネオリンピックバックアップメンバー（故障者が出た場合に追加登録できるメンバー）に選出。
天理大学を卒業した2006年に東京電力へ就職。それに伴い東京電力女子サッカー部マリーゼ(TEPCOマリーゼ)へ移籍した。チームでは主にCBとしてプレーしている。2007年より副主将となった。2009年、なでしこジャパンに復帰した。
2009年度終了後に東京電力を退職・退部して渡米。翌2010年4月、ボストン・アズテックへの加入が発表された。
2012年度から飯南高校で保健体育の非常勤講師、個人経営の整体師を務めつつ男子サッカー部のボランティアコーチやサッカー教室講師の活動も行っていた。
2013年3月4日、岡山湯郷Belle加入。
2014年、長崎県国体強化選手として国見FCレディース入団。
2015年5月9日、伊賀市にて「みや整体院」を開院。

## 個人成績

### クラブ
| 国内大会個人成績 | 国内大会個人成績     | 国内大会個人成績 | 国内大会個人成績 | 国内大会個人成績             | 国内大会個人成績           | 国内大会個人成績 | 国内大会個人成績 | 国内大会個人成績 | 国内大会個人成績 | 国内大会個人成績 | 国内大会個人成績 |
| 年度             | クラブ               | 背番号           | リーグ           | リーグ戦                     | リーグ戦                   | リーグ杯         | リーグ杯         | オープン杯       | オープン杯       | 期間通算         | 期間通算         |
| 年度             | クラブ               | 背番号           | リーグ           | 出場                         | 得点                       | 出場             | 得点             | 出場             | 得点             | 出場             | 得点             |
| 日本             | 日本                 | 日本             | 日本             | リーグ戦                     | リーグ戦                   | リーグ杯         | リーグ杯         | 皇后杯           | 皇后杯           | 期間通算         | 期間通算         |
| ---------------- | -------------------- | ---------------- | ---------------- | ---------------------------- | -------------------------- | ---------------- | ---------------- | ---------------- | ---------------- | ---------------- | ---------------- |
| 1999             | プリマハムFCくノ一   | 18               | L・リーグ        | 0                            | 0                          |                  |                  |                  |                  |                  |                  |
| 2000             | 伊賀FCくノ一         | 2                | L・リーグ        | 7                            | 0                          |                  |                  |                  |                  |                  |                  |
| 2001             | 伊賀FCくノ一         | 2                | L・リーグ        | 11                           | 0                          |                  |                  |                  |                  |                  |                  |
| 2002             | 伊賀FCくノ一         | 2                | L・リーグ        | 10                           | 0                          |                  |                  |                  |                  |                  |                  |
| 2003             | 伊賀FCくノ一         | 2                | L・リーグ        | 20                           | 1                          |                  |                  |                  |                  |                  |                  |
| 2004             | 伊賀FCくノ一         | 2                | L・リーグ1部(L1) | 14                           | 1                          |                  |                  |                  |                  |                  |                  |
| 2005             | 伊賀FCくノ一         | 2                | L・リーグ1部(L1) | 18                           | 1                          |                  |                  |                  |                  |                  |                  |
| 2006             | TEPCOマリーゼ        | 13               | なでしこDiv.1    | 15                           | 0                          |                  |                  |                  |                  |                  |                  |
| 2007             | TEPCOマリーゼ        | 3                | なでしこDiv.2    | 21                           | 3                          |                  |                  |                  |                  |                  |                  |
| 2008             | TEPCOマリーゼ        | 3                | なでしこDiv.1    | 21                           | 2                          |                  |                  |                  |                  |                  |                  |
| 2009             | TEPCOマリーゼ        | 3                | なでしこDiv.1    |                              |                            |                  |                  |                  |                  |                  |                  |
| アメリカ         | アメリカ             | アメリカ         | アメリカ         | リーグ戦                     | リーグ戦                   | リーグ杯         | リーグ杯         | オープン杯       | オープン杯       | 期間通算         | 期間通算         |
| 2010             | ボストン・アズテック |                  | WPSL             |                              |                            |                  |                  |                  |                  |                  |                  |
| 日本             | 日本                 | 日本             | 日本             | リーグ戦                     | リーグ戦                   | リーグ杯         | リーグ杯         | 皇后杯           | 皇后杯           | 期間通算         | 期間通算         |
| 2013             | 岡山湯郷Belle        | 4                | なでしこ         | 17                           | 2                          | 10               | 0                | 3                | 0                | 30               | 2                |
| 2014             | 国見FCレディース     |                  | 九州             |                              |                            |                  |                  |                  |                  |                  |                  |
| 通算             | 日本                 | 日本             | 1部              | 133                          | 7\|\|\|\|\|\|\|\|\|\|\|\|  |                  |                  |                  |                  |                  |                  |
| 通算             | 日本                 | 日本             | 2部              | 21                           | 3\|\|\|\|\|\|\|\|\|\|\|\|  |                  |                  |                  |                  |                  |                  |
| 通算             | 日本                 | 日本             | 3部              | \|\|\|\|\|\|\|\|\|\|\|\|\|\| |                            |                  |                  |                  |                  |                  |                  |
| 通算             | アメリカ             | アメリカ         | 1部              | \|\|\|\|\|\|\|\|\|\|\|\|\|\| |                            |                  |                  |                  |                  |                  |                  |
| 総通算           | 総通算               | 総通算           | 総通算           | 154                          | 10\|\|\|\|\|\|\|\|\|\|\|\| |                  |                  |                  |                  |                  |                  |

## 代表歴
- 2001年8月5日 - 日本女子代表初出場 -  中国戦 (極東4ヶ国対抗戦、韓国)
- 2002年10月11日 - 日本女子代表初得点 -  チャイニーズタイペイ戦 (2002年アジア競技大会、韓国)

### 主な選出歴
- U-18日本女子代表
  - 1998年 アディダスカップ (アメリカ)
  - 2000年 アディダスカップ（アメリカ）
  - 2001年 アディダスカップ (アメリカ)
  - 2002年 アジア選手権大会優勝 (インド)、世界選手権大会ベスト8 (カナダ)
- ユニバーシアード日本女子代表
  - 2005年夏季ユニバーシアード
- 日本女子代表 (なでしこジャパン)
  - 2001年 ナイキカップ (アメリカ)、AFC女子選手権 (台湾)
  - 2002年 アジア競技大会 (韓国・釜山)
  - 2003年 ワールドカップアジア予選 (タイ)、プレーオフ (メキシコシティ、東京)、FIFA女子ワールドカップ・アメリカ大会
  - 2004年 アテネオリンピックバックアップメンバー (故障者が出た場合に交代で追加登録が可能となるメンバー)
  - 2009年 欧州遠征メンバー

### 試合数
| 日本代表 | 国際Aマッチ | 国際Aマッチ |
| 年       | 出場        | 得点        |
| -------- | ----------- | ----------- |
| 2001     | 5           | 0           |
| 2002     | 5           | 1           |
| 2003     | 6           | 1           |
| 2004     | 1           | 0           |
| 2009     | 1           | 0           |
| 通算     | 18          | 2           |

### 出場
| #  | 開催日         | 開催地       | 会場                       | 相手                   | 結果  | 監督       | 大会                    |
| -- | -------------- | ------------ | -------------------------- | ---------------------- | ----- | ---------- | ----------------------- |
| 1  | 2001年08月05日 | 江陵         |                            | 中国                   | △2-2  | 池田司信   | 極東4ヶ国対抗戦         |
| 2  | 2001年08月08日 | 水原         |                            | ブラジル               | △1-1  | 池田司信   | 極東4ヶ国対抗戦         |
| 3  | 2001年09月09日 | シカゴ       |                            | 中国                   | ●0-3  | 池田司信   | ナイキカップ            |
| 4  | 2001年12月08日 | 台北         |                            | グアム                 | ○11-0 | 池田司信   | アジア選手権            |
| 5  | 2001年12月12日 | 台北         |                            | ベトナム               | ○3-1  | 池田司信   | アジア選手権            |
| 6  | 2002年10月02日 | 釜山         |                            | 朝鮮民主主義人民共和国 | ●0-1  | 上田栄治   | アジア大会              |
| 7  | 2002年10月04日 | 昌原         |                            | ベトナム               | ○3-0  | 上田栄治   | アジア大会              |
| 8  | 2002年10月07日 | 馬山         |                            | 韓国                   | ○1-0  | 上田栄治   | アジア大会              |
| 9  | 2002年10月09日 | 昌原         |                            | 中国                   | △2-2  | 上田栄治   | アジア大会              |
| 10 | 2002年10月11日 | 馬山         |                            | チャイニーズタイペイ   | ○2-0  | 上田栄治   | アジア大会              |
| 11 | 2003年01月12日 | サンディエゴ |                            | アメリカ合衆国         | △0-0  | 上田栄治   | 国際親善試合            |
| 12 | 2003年03月19日 | バンコク     |                            | タイ                   | ○9-0  | 上田栄治   | 国際親善試合            |
| 13 | 2003年06月09日 | バンコク     |                            | フィリピン             | ○15-0 | 上田栄治   | アジア選手権            |
| 14 | 2003年06月13日 | バンコク     |                            | ミャンマー             | ○7-0  | 上田栄治   | アジア選手権            |
| 15 | 2003年07月22日 | 宮城県       | 仙台スタジアム             | 韓国                   | ○5-0  | 上田栄治   | 日韓豪3ヶ国対抗国際大会 |
| 16 | 2003年07月27日 | 宮城県       | 仙台スタジアム             | オーストラリア         | △0-0  | 上田栄治   | 日韓豪3ヶ国対抗国際大会 |
| 17 | 2004年04月22日 | 東京都       | 国立霞ヶ丘競技場陸上競技場 | タイ                   | ○6-0  | 上田栄治   | オリンピック予選        |
| 18 | 2009年08月01日 | モンタルジ   |                            | フランス               | ○4-0  | 佐々木則夫 | 国際親善試合            |

### ゴール
| # | 開催日         | 開催都市 | スタジアム           | 対戦国               | 結果   | 監督     | 大会                 | 出典  |
| - | -------------- | -------- | -------------------- | -------------------- | ------ | -------- | -------------------- | ----- |
| 1 | 2002年10月11日 | 馬山     | 馬山スタジアム       | チャイニーズタイペイ | ○ 2-0  | 上田栄治 | 2002年アジア競技大会 |       |
| 2 | 2003年6月9日   | バンコク | ラジャマンガラ競技場 | フィリピン           | ○ 15-0 | 上田栄治 | 2003 AFC女子選手権   | [ 4 ] |

## タイトル

### クラブ
- 東京電力女子サッカー部マリーゼ
  - 日本女子サッカーリーグ2部: 1回 (2007)

- ボストン・アズテック
  - WPSL アメリカリーグ: 全米優勝(2010)

### 個人
- 日本女子サッカーリーグ ベストイレブン：1回（2002）

## 著書
- 宮﨑有香 『言葉の力』風詠社、2012年 ISBN 978-4434171888